# Anthony Van Dyck
Anthony Van Dyck, född 19 maj 2016 på Irland, död 3 november 2020 i Australien, var en galopphäst. Han tränades av Aidan O'Brien och reds av Ryan Moore.

## Karriär
Anthony Van Dyck fölades efter hingsten Galileo (som segrade i Epsom Derby, Irish Derby och King George VI och Queen Elizabeth Stakes 2001) och under stoet Sadler's Wells. Han föddes upp på Irland av Orpendale, Chelston & Wynatt, ett avelsföretag associerat med Coolmore Stud. Han sattes tidigt i träning bos Aidan O'Brien. Likt många hästar uppfödda på Coolmore Stud, har de officiella ägardetaljerna förändrats från löp till löp, men han ägdes vanligtvis av ett partnerskap mellan Michael Tabor, Derrick Smith och Susan Magnier.

### Tävlingskarriär
Han började att tävla som tvååring, och reds i de första löpen av Donnacha O'Brien. Han tog sin första seger i den andra starten, och segrade då med åtta längder. Under tvååringssäsongen tog han sin största seger i Tyros Stakes och Futurity Stakes.
Som treåring tog han karriärens största seger i Epsom Derby, och segrade även i Derby Trial Stakes. Han startade även som favorit i Irish Derby, där han kom på andra plats bakom Sovereign. Fyra veckor senare på Ascot Racecourse matchades han mot äldre hästar, då han startade i King George VI och Queen Elizabeth Stakes. I slutet av loppet tröttnade han. och kom i mål som tia (av elva hästar), nästan fyrtio längder efter vinnaren Enable. 
Under fyraåringssäsongen 2020, gjorde Anthony Van Dyck årsdebut i Coronation Cup, som kördes utan publik på Newmarket den 5 juni. I löpet kom han på andra plats efter Ghaiyyath. Efter ett nästan tre månader långt uppehåll startade han i Prix Foy över 2400 meter på Longchamp Racecourse, och reds då av Mickael Barzalona. Han tog tidigt ledningen i löpet, och höll undan till en knapp seger. Hans sista start i karriären kom att bli i Melbourne Cup den 3 november 2020. Han skadade sig allvarligt i en hov 400 meter från mål, och var tungen att avlivas.